# Districtul Vila Real
Districtul Vila Real (portugheză Distrito de Vila Real) este un district în nordul Portugaliei, cu reședința în Vila Real. Are o populație de 223 731 locuitori și suprafață de 4 328 km².

## Municipii
- Alijó
- Boticas
- Chaves
- Mesão Frio
- Mondim de Basto
- Montalegre
- Murça
- Peso da Régua
- Ribeira de Pena
- Sabrosa
- Santa Marta de Penaguião
- Valpaços
- Vila Pouca de Aguiar
- Vila Real